# الأعلام
الأعلام فرهنگ زندگی‌نامه‌ای ۸ جزئی نوشتهٔ خیرالدین زرکلی است. نام کامل آن «قاموس تراجم لأشهرالرّجال و النِساء من‌العَرَب و المُستعرِبینَ و المُسِتشرقینْ» (به‌معنای: فرهنگ زندگی‌نامه‌ای پرآوازه‌ترین مردان و زنان عرب، مستعرب و شرق‌شناس) است؛ زرکلی با این عنوان، کتابش را شناسانده و در دیباچه نوشته زیرا گنجینهٔ کتابخانه‌های عربی، چنین کتابی را نداشت، تلاش کرد تا اثری بیافریند که این نام‌ها در آن ثبت شود.

زرکلی تلاش داشت تا کوتاه بنویسد (ذکرِ جامع) و به معاصرین اش نپرداخت. گزینش سرشناسان نزد او برپایهٔ: خلافت، امارت، وزارت، و قضاوت بوده که اثری از آنان به مانده، بزرگِ دین یا فن و هنری، در ادبیات جایگاهی داشته‌اند، نامی از آنان در کتابی نقل شده‌است، روایت بسیار از او آمده است، نسب‌نامه‌ای روشن داشته‌اند، مضرب مثل بودند. به‌طور کلی، آن چنان‌که در دیباچه می‌گوید، ملاک اصلی گزینشِ فرد آن است که نامش آوازه‌ای داشته‌است و به او ارجاع دهند. اعلام را نه برحسب شهرت/لقب/کنیه بلکه برپایهٔ نام کوچک مدخل داده است، این را یک نوآوری در زندگی‌نامه‌نویسی عربی در دوران نوین می‌دانند.